# Particules autopropulsées

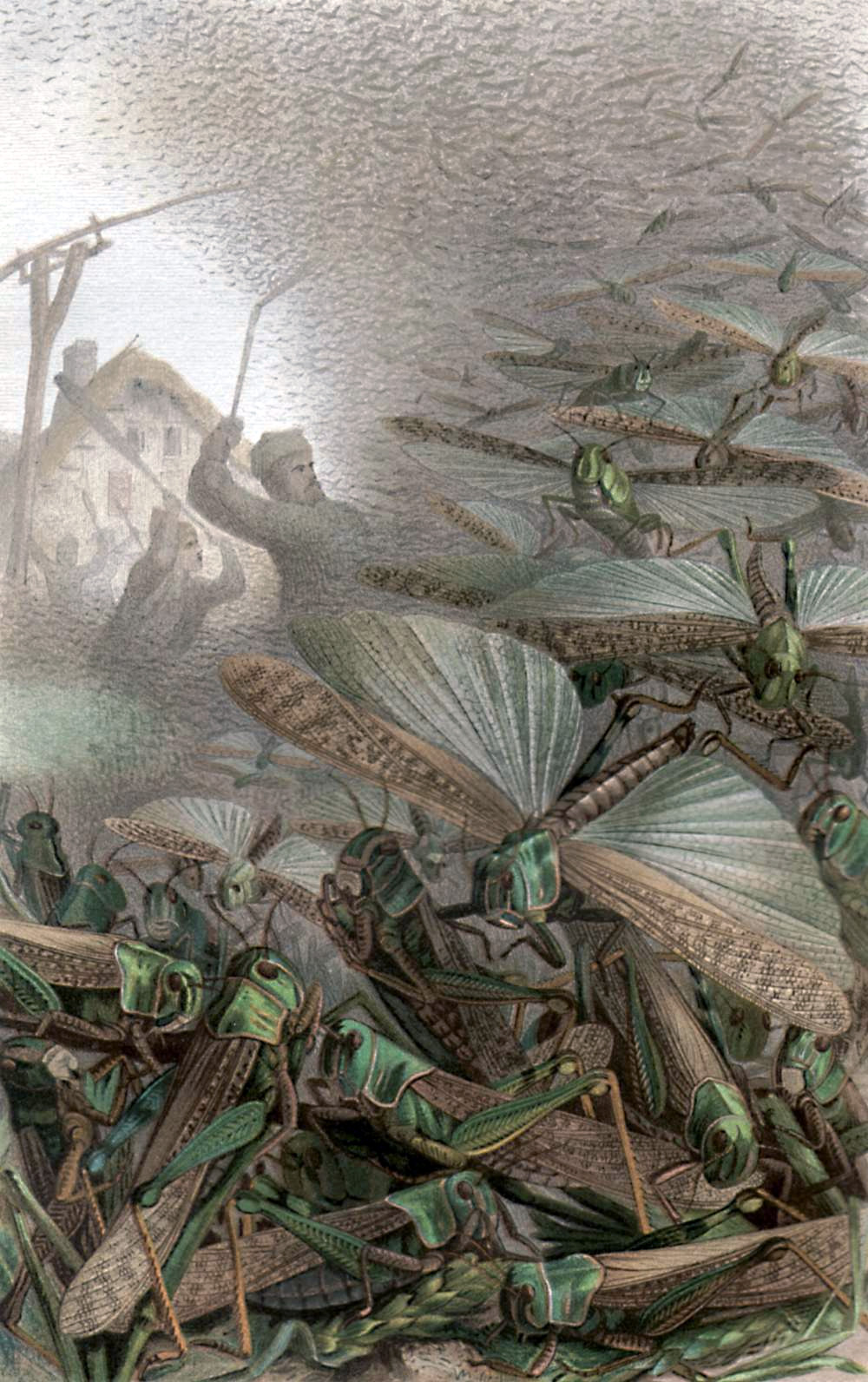
Les modèles de particules autopropulsées prédisent que des comportements émergents robustes se produisent dans les essaims indépendamment du type d'animal qui forme l'essaim.

Les physiciens utilisent le terme de particule autopropulsée, ou encore de particule automotrice, pour décrire un agent autonome qui convertit l'énergie de son environnement en un mouvement dirigé ou persistant. Les systèmes naturels qui ont inspiré l'étude et la conception de ces particules comprennent les êtres vivants qui marchent, nagent ou volent. D'autres systèmes biologiques sont les bactéries, les cellules, les algues et d'autres micro-organismes. Généralement, le terme de « particules autopropulsées » fait référence à des systèmes artificiels tels que des robots ou des particules spécialement conçues telles que les particules Janus nageuses, les nanotiges bimétalliques ou les nanomoteurs. Dans le cas de la propulsion dirigée, qui est entraînée par un gradient chimique, on parle de chimiotaxie. Cette dernière s'observe dans les systèmes biologiques, par exemple pour la détection du quorum par les bactéries et pour la détection de la phéromone par les fourmis, ainsi que dans les systèmes synthétiques, tel que la chimiotaxie des enzymes et des particules propulsées par des enzymes.

## Aperçu
Les particules autopropulsées interagissent entre elles, ce qui peut conduire à l'émergence de comportements collectifs. Ces comportements collectifs miment l'auto-organisation que l'on observe dans les nuées d'oiseaux, l'essaimage des insectes, la formation des troupeaux de moutons, etc.
Pour comprendre l'ubiquité de tels phénomènes, les physiciens ont développé un certain nombre de modèles de particules autopropulsées. Ces modèles prédisent que les particules autopropulsées partagent certaines propriétés au niveau du groupe, quel que soit le type d'animal (ou d'objet artificiel) constituant l'essaim. Trouver des modèles statistiques minimaux qui rendent compte de ces comportements est devenu un défi de la physique théorique,,.

## Exemples

### Systèmes biologiques
La plupart des animaux peuvent être considérés comme des êtres autopropulsés : ils trouvent l'énergie dans leur nourriture et présentent diverses stratégies de locomotion, comme le vol, la marche ou en rampant. Les exemples les plus frappants de comportements collectifs dans ces systèmes sont les bancs de poissons, les nuées d'oiseaux, les troupeaux de moutons, mais également les foules humaines. À plus petite échelle, les cellules et les bactéries peuvent également être traitées comme des particules autopropulsées. Ces systèmes biologiques peuvent se propulser en fonction de la présence de chimioattractants. À une échelle encore plus petite, les moteurs moléculaires transforment l'énergie des adénosines triphosphates (ATP) en mouvement directionnel. Des travaux récents ont montré que même les enzymes se propulsent. De plus, il a été démontré qu'elles se déplacent préférentiellement vers les régions où la concentration de substrat est la plus élevée,, un phénomène qui a été utilisé pour développer une technique de purification pour isoler des enzymes vivantes. De plus, des microparticules, telles que les vésicules, peuvent devenir autopropulsées lorsque certaines de leurs fonctions sont assurées par des enzymes. Les réactions catalytiques des enzymes dirigent les vésicules en fonction du gradient de substrat correspondants,,.

### Systèmes artificiels

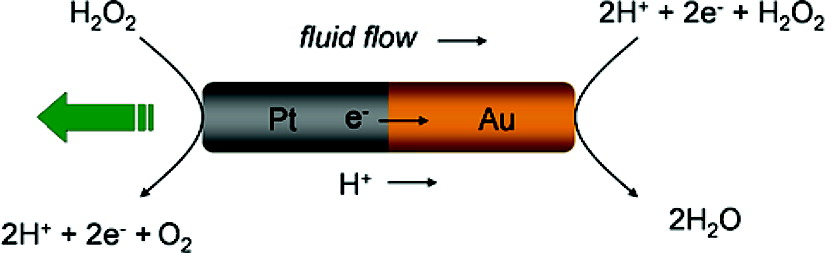
Un exemple de particule autopropulsée : une nanotige d'or-platine qui subit une autopropulsion dans du peroxyde d'hydrogène grâce à des forces électrophorétiques internes.

Il existe une distinction entre les systèmes humides et les systèmes secs. Dans le premier cas, les particules « nagent » dans le fluide environnant ; dans le second cas les particules « marchent » sur un substrat.
Les particules colloïdales actives, appelées nanomoteurs, sont des exemples typiques d'autopropulsion humide. Les particules Janus sont des particules colloïdales comportant deux côtés différents, ayant des propriétés physiques ou chimiques différentes. Cette brisure de symétrie permet le mouvement de la particule Janus, en ajustant correctement l'environnement (généralement la solution environnante). Par exemple, les deux côtés de la particule Janus peuvent induire un gradient local de température, de champ électrique ou de concentration d'espèces chimiques. Ceci induit un mouvement de la particule le long du gradient sous l'effet de forces thermophorétique, électrophorétique ou diffusiophorétique, respectivement. Parce que les particules Janus consomment de l'énergie de leur environnement (catalyse de réactions chimiques, absorption de la lumière, etc.), le mouvement qui en résulte constitue un processus irréversible et les particules ne sont pas en équilibre. Voici quelques exemples de particules Janus :
- Le premier exemple de particule autopropulsée artificielle à l'échelle du nanomètre ou du micromètre était une nanotige bimétallique or-platine développé par Sen et Mallouk[12]. Dans une solution de peroxyde d'hydrogène, ce nanomoteur présente une réaction catalytique d'oxydo-réduction, induisant ainsi un écoulement de fluide le long de la surface par auto-diffusiophorèse. Un système similaire utilise une tige de cuivre-platine dans une solution de brome[13].
- Une autre particule Janus a été développée en enduisant la moitié d'une bille de polystyrène avec du platine. Ceci permet de diriger le mouvement des moteurs catalytiques lorsqu'ils sont proches d'une surface solide. Ces systèmes sont capables de déplacer les colloïdes actifs en utilisant des contraintes géométriques[14].
- Un moteur organométallique utilisant une microsphère d'or-silice[15] : un catalyseur de Grubb est attaché à la moitié de la particule en silice et, placé dans une solution de monomère, il entraîne une polymérisation catalytique. Le gradient de concentration résultant à travers la surface propulse le moteur dans la solution.
- Des microparticules tournantes en platine : elles ont des rotations contrôlables en fonction de leur forme et de leur symétrie[16].
- Des gouttelettes d'huile Janus biphasiques : elles exhibent un mouvement autopropulsé[17].
- Plusieurs autres exemples sont décrits dans la page spécifique aux nanomoteurs.

Les grains marcheurs sont typiques des systèmes autopropulsés secs : les grains sont des disques de taille millimétrique reposant sur une plaque qui vibre verticalement. La plaque sert de source d'énergie et de quantité de mouvement. Les disques ont deux contacts avec la plaque : les « pieds » : un pied dur en forme d'aiguille à l'avant et un grand pied en caoutchouc souple à l'arrière. Lorsqu'ils sont secoués par la plaque, les disques se déplacent dans une direction préférentielle, définie par la symétrie polaire (tête-queue) des contacts. Ceci, combiné au bruit vibratoire, entraîne une marche aléatoire persistante.

## Brisure de symétrie
Une brisure de symétrie est une condition nécessaire pour les particules autopropulsées, car il doit exister une direction préférentielle pour que le déplacement puisse s'effectuer. Cependant, la brisure de symétrie peut ne pas provenir uniquement de la structure de la particule, mais de son interaction avec des champs électromagnétiques, en particulier si l'on tient compte des effets de retard. Cela peut être utilisé pour le mouvement phototactique de certaines nanoparticules, même lorsqu'elles ont un degré de symétrie élevé. En 2020, il a été théoriquement démontré que même des particules symétriques orientées de manière aléatoire (des nanodimères dans ce cas) pouvaient subir une force thermophorétique moyenne non nulle lorsqu'elles étaient éclairées depuis une direction donnée. En 2021, il a été démontré expérimentalement que des particules complètement symétriques (des micronageurs sphériques dans ce cas) subissaient une force thermophorétique nette lorsqu'elles étaient éclairées depuis une direction particulière.

## Tourbillons
En 2020, des chercheurs de l'Université de Leicester ont signalé un nouvel état, alors inconnu, de particules autopropulsées, qu'ils ont appelé « état tourbillonnaire ». L'état tourbillonnaire est constitué de « tourbillons », formés par des groupes de particules autopropulsées en orbite autour d'un centre de masse commun. Ces quasi-particules présentent un comportement surprenant : en réponse à une force extérieure, elles n'accélèrent pas et se déplacent avec une vitesse constante, proportionnelle à la force appliquée, tout comme des objets se déplaçant dans un milieu visqueux. Les tourbillons s'attirent et fusionnent pour former un tourbillon commun plus grand. La coalescence est un processus de décélération extrêmement lent, résultant en un état raréfié de quasi-particules immobiles. En plus de l'état tourbillonnaire, des états gazeux, liquide et solide ont été observés, en fonction des interactions entre particules et des forces d'auto-entraînement. Contrairement aux systèmes moléculaires, les états liquide et gazeux des particules autopropulsées ne coexistent pas,.

## Comportement collectif typique
Les mouvements collectifs les plus typiques comprennent généralement la formation de structures auto-assemblées, telles que des grappes ou des regroupements organisés.
Le comportement émergent le plus important et le plus spectaculaire que l'on puisse observer à grande échelle dans les regroupements de particules autopropulsées est le mouvement collectif dirigé. Dans ce cas, toutes les particules se déplacent dans la même direction. En plus de cela, des structures spatiales peuvent apparaître au sein de l'assemblage, telles que des bandes, des tourbillons, des asters ou des amas mobiles.
Une autre classe de comportements à grande échelle inclut la formation spontanée d'agrégats et la séparation en une phase gazeuse et une phase liquide, un phénomène inattendu lorsque les particules autopropulsées ont une interaction purement répulsive. Cette séparation de phase a été appelée séparation de phase induite par la motilité.

## Exemples de modélisation
La modélisation des particules autopropulsée a été introduite en 1995 par Tamás Vicsek et al comme cas particulier du modèle Boids introduit en 1986 par Reynolds. Dans ce cas, les particules sont ponctuelles et se déplacent à une vitesse constante. À chaque incrément de temps, une particule adopte la direction moyenne du mouvement des autres particules dans son voisinage local,.
Des simulations ont mis en évidence une « règle du voisin le plus proche »  qui conduit finalement à ce que toutes les particules se regroupent ou se déplacent dans la même direction. Le comportement se produit même s'il n'y a pas de coordination centralisée, et même si les voisins de chaque particule changent constamment dans le temps.
Depuis la mise en évidence de la règle du voisin le plus proche, un certain nombre de modèles ont été élaborés, allant de la simple particule brownienne active à des modèles détaillés et spécialisés visant à décrire des systèmes et des situations spécifiques. Parmi les caractéristiques importantes de ces modèles, on peut citer :
- Autopropulsion : en l'absence d'interaction, la vitesse des particules converge vers une valeur constante prescrite ;
- Interactions entre les corps : les particules peuvent être considérées comme des points (pas d'interaction de corps) comme dans le modèle de Vicsek. Alternativement, on peut inclure un potentiel d'interaction, attractif ou répulsif. Ce potentiel peut être isotrope ou non pour décrire des particules sphériques ou allongées ;
- Orientation du corps : pour les particules dont l'axe est fixe, on peut inclure des degrés de liberté supplémentaires pour décrire l'orientation de l'objet. Le couplage de cet axe avec la vitesse est une option supplémentaire ;
- Homogénéisation des règles d'interaction : dans l'esprit du modèle de Vicsek, les particules voisines homogénéisent leurs vitesses. Une autre possibilité est qu'elles alignent également leurs orientations.

On peut également inclure des influences de l'environnement. Par exemple, la vitesse nominale d'une particule autopropulsée peut être réglée en fonction de la densité locale, afin de prendre en compte les effets de foule.
Les particules autopropulsées peuvent également être modélisées à l'aide de modèles dits « on-lattice » (la disposition spatiale des cellules est limitée par une grille fixe), qui offrent l'avantage d'être simples et efficaces à simuler et, dans certains cas, peuvent être plus faciles à analyser mathématiquement. Des modèles on-lattice tels que les modèles BIO-LGCA ont été utilisés pour étudier les aspects physiques des systèmes de particules autopropulsées (tels que les transitions de phase et le potentiel de formation de motifs) ainsi que des questions spécifiques liées aux systèmes réels de matière active (par exemple, identifier les processus biologiques sous-jacents qui sont impliqués dans la progression d'une tumeur).

## Quelques applications aux systèmes réels

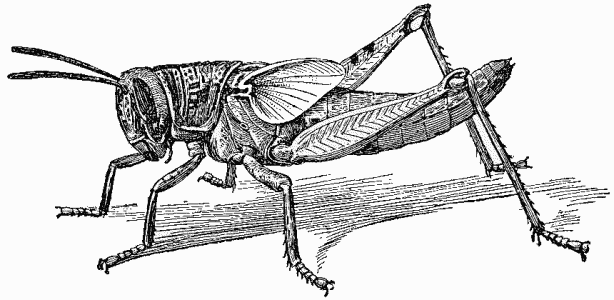
Nymphe de criquet

### Criquets marcheurs
Après leur métamorphose, les larves des criquets pèlerins deviennent des nymphes solitaires et sans ailes. Si la nourriture vient à manquer, elles peuvent se rassembler et commencer à occuper les zones voisines, recrutant ainsi davantage de criquets. À terme, elles peuvent devenir une armée en marche s’étendant sur plusieurs kilomètres. Ceci est parfois le prélude au développement de vastes essaims volants de criquets adultes qui dévastent la végétation à l’échelle continentale.
L’une des principales prédictions que fait le modèle des particules autopropulsées est qu’au cours de l'augmentation de la densité de population du groupe, une transition abrupte se produit. La population passe d’un ensemble d'individus se déplaçant de manière relativement désordonnée et indépendante au sein du groupe à un groupe se déplaçant comme un tout hautement coordonnée. Ainsi, dans le cas des jeunes criquets pèlerins, un point de déclenchement se produit, transformant les criquets désorganisés et dispersés en une armée en marche coordonnée. Lorsque la densité critique de population est atteinte, les insectes commencent à marcher ensemble de manière stable et dans la même direction.
En 2006, un groupe de chercheurs a examiné la validité de ce modèle en laboratoire. Des criquets ont été placés dans une arène circulaire et les mouvements ont été suivis à l'aide d'un logiciel informatique. Pour une densité inférieure à 18 criquets par mètre carré, les criquets se déplaçaient de manière désordonnée. Pour des densités intermédiaires, ils commençaient à s’aligner et à marcher ensemble, ponctués de changements de direction brusques mais coordonnés. Cependant, lorsque les densités ont atteint une valeur critique d'environ 74 criquets par mètre carré, les criquets ont cessé de faire des changements de direction rapides et spontanés et ont commencé à marcher régulièrement dans la même direction pendant les huit heures qu'a duré l'expérience, ce qui a permis de confirmer le comportement prédit par les modèles de particules autopropulsées.
Sur le terrain, d'après l'Organisation des Nations Unies pour l'alimentation et l'agriculture, la densité moyenne des groupes de criquets en marche est de 50 par mètre carré (50 millions de criquets/km2), avec une fourchette typique entre 20 et 120 criquets/m2:29. Les résultats de l'expérience rapportée ci-dessus démontrent une instabilité dynamique présente aux densités faibles que l'on rencontre typiquement sur le terrain, où les groupes en marche changent de direction de manière aléatoire sans aucune perturbation externe. Comprendre ce phénomène, ainsi que le passage à des marches entièrement coordonnées pour des densités plus élevées, est essentiel si l’on veut pouvoir contrôler l’essaimage des criquets pèlerins.

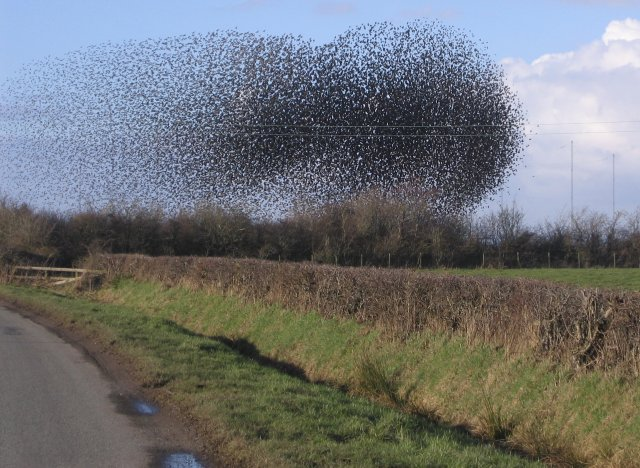
Les nuées d'oiseaux peuvent brusquement changer de direction à l'unisson, puis, tout aussi soudainement, prendre la décision unanime de se poser en groupe.

### Nuées d'oiseaux
Il est fréquent de voir des animaux formant des essaims, tels que les fourmis, les abeilles, les poissons et les oiseaux, passer soudainement d’un état à un autre. Par exemple, les oiseaux passent brusquement d’un état de vol à un état d’atterrissage. Ou encore, les bancs de poissons passent souvent d'une direction à une autre. De tels changements d’état peuvent se produire avec une vitesse et une synchronicité étonnantes, comme si tous les membres du groupe prenaient une décision unanime au même moment. De tels phénomènes ont longtemps intrigué les chercheurs.
En 2010, Bhattacharya et Vicsek ont utilisé un modèle de particules autopropulsées pour analyser ce qui se passait dans le cas des nuées d'oiseaux. Ils ont considéré comment les oiseaux en vol parvenaient à une décision collective et faisaient un changement soudain et synchronisé pour atterrir. Les oiseaux, comme les étourneaux sur l'image de droite, n'ont pas de leader décisionnel, mais la nuée sait exactement comment atterrir de manière unifiée. La nécessité pour le groupe d’atterrir l’emporte sur les intentions divergentes des oiseaux individuels. Le modèle de particules a révélé que le changement collectif pour l'atterrissage dépendait de perturbations qui s'appliquaient à chaque oiseau, comme l'endroit où se trouvent les oiseaux au sein de la nuée. Ce comportement peut être comparé à celui des avalanches de sable, lorsque ce dernier s'empile, avant le point où des grains symétriques et soigneusement placés débuteraient une avalanche, parce que les fluctuations deviennent de moins en moins linéaires.
Dans leur article, Bhattacharya et Vicsek expliquent : « Notre principale motivation était de mieux comprendre quelque chose d'étonnant et d'inhabituel dans la nature, en particulier lorsqu'il s'agit de l'arrêt ou du démarrage d'un comportement collectif au sein d'un groupe de personnes ou d'animaux ... Nous proposons un modèle simple pour un système dont les membres ont tendance à suivre les autres à la fois dans l'espace et dans leur état d'esprit concernant la décision d'arrêter une activité. Il s'agit d'un modèle très général, qui peut être appliqué à des situations similaires. » Le modèle pourrait également être appliqué à un essaim de drones, pour déclencher le mouvement souhaité dans une foule de personnes, ou pour interpréter les schémas de groupe lors de l'achat ou de la vente d'actions en bourse.

### Autres exemples
Des modèles de particules autopropulsées ont également été appliqués dans de nombreux autres domaines, tels que les bancs de poissons, les essaims de robots, les moteurs moléculaires, l'évolution de bousculades dans les foules humaines et l'évolution des sentiers humaines dans les espaces verts urbains. Les particules autopropulsées dans les écoulements de Stokes, tels que les particules Janus, sont souvent modélisés par le modèle Squirmer.

## Voir également
- Regroupement de particules autopropulsées
- Particule de course et de chute
- Particules Janus
- Micronageur
- Modèle Vicsek

## Autres références
- « Kinetic theory of flocking: derivation of hydrodynamic equations », Physical Review E, vol. 83, no 3 Pt 1,‎ mars 2011, p. 030901 (PMID 21517447, DOI 10.1103/PhysRevE.83.030901, Bibcode 2011PhRvE..83c0901I, arXiv 1006.1825)
- « Hydrodynamic equations for self-propelled particles: microscopic derivation and stability analysis », Journal of Physics A, vol. 42, no 44,‎ 2009, p. 445001 (DOI 10.1088/1751-8113/42/44/445001, Bibcode 2009JPhA...42R5001B, arXiv 0907.4688, S2CID 17686543)
- « Invasion-wave-induced first-order phase transition in systems of active particles », Physical Review E, vol. 88, no 4,‎ octobre 2013, p. 040303 (PMID 24229097, DOI 10.1103/PhysRevE.88.040303, Bibcode 2013PhRvE..88d0303I, arXiv 1304.0149, S2CID 14951536)
- « Spontaneously ordered motion of self-propelled particles », Journal of Physics A, vol. 30, no 5,‎ 1997, p. 1375–1385 (DOI 10.1088/0305-4470/30/5/009, Bibcode 1997JPhA...30.1375C, arXiv cond-mat/0611741, S2CID 16154002)
- « Collective motion of self-propelled particles: Kinetic phase transition in one dimension », Physical Review Letters, vol. 82, no 1,‎ 1999, p. 209–212 (DOI 10.1103/PhysRevLett.82.209, Bibcode 1999PhRvL..82..209C, arXiv cond-mat/9712154, S2CID 16881098)
- Fluctuations and scaling in biology, Oxford University Press, 2001, 177–209 p. (ISBN 978-0-19-850790-1), « Flocking: collective motion of self-propelled particles »
- « Self-propelled particles with soft-core interactions: patterns, stability, and collapse », Physical Review Letters, vol. 96, no 10,‎ mars 2006, p. 104302 (PMID 16605738, DOI 10.1103/PhysRevLett.96.104302, Bibcode 2006PhRvL..96j4302D, lire en ligne)
- « Self-organization in systems of self-propelled particles », Physical Review E, vol. 63, no 1 Pt 2,‎ janvier 2001, p. 017101 (PMID 11304390, DOI 10.1103/PhysRevE.63.017101, Bibcode 2000PhRvE..63a7101L, arXiv cond-mat/0006477, S2CID 19509007)
- « The collective dynamics of self-propelled particles », Journal of Fluid Mechanics, vol. 595,‎ 2008, p. 239–264 (DOI 10.1017/S0022112007009184, Bibcode 2008JFM...595..239M, arXiv 0707.1436, S2CID 119610757)
- Advances in Solid State Physics, vol. 41, 2001, 357–368 p. (ISBN 978-3-540-42000-2, DOI 10.1007/3-540-44946-9_29), « The wonderful world of active many-particle systems »
- « Hydrodynamic fluctuations and instabilities in ordered suspensions of self-propelled particles », Physical Review Letters, vol. 89, no 5,‎ juillet 2002, p. 058101 (PMID 12144468, DOI 10.1103/PhysRevLett.89.058101, Bibcode 2002PhRvL..89e8101A, arXiv cond-mat/0108301, S2CID 3845736)
- Collective Animal Behavior, Princeton University Press, 2010 (ISBN 978-0-691-12963-1), « Chapter 5: Moving together »
- « Statistical physics: Closing in on evaders », Nature, vol. 466, no 7302,‎ juillet 2010, p. 43–4 (PMID 20596010, DOI 10.1038/466043a, Bibcode 2010Natur.466...43V, S2CID 12682238)
- Yates CA, « On the dynamics and evolution of self-propelled particle models », Somerville College, University of Oxford, 2007
- « Refining self-propelled particle models for collective behaviour », Canadian Applied Mathematics Quarterly, vol. 18, no 3,‎ fall 2010 (lire en ligne)